# 私説三国志 天の華・地の風
私説三国志 天の華・地の風（しせつさんごくし てんのはな・ちのかぜ）は江森備の小説。小説JUNE掲載の「小説道場」への投稿という形で「外伝・桃始笑」が発表され、この作品により彼女は4級に認定、後には「小説道場」の著者である栗本薫に「一番弟子」とまで称されるようになる。小説JUNEにて単行本5巻掲載分までを連載、後に単行本描き下ろしの形で完結。単行本は1986年より光風社出版及び成美堂出版から全9巻が刊行、更に2012年よりこれらに未掲載の短編を収録した全10巻が復刊ドットコムから復刻・刊行された。

## ストーリー
董卓の枕童（小姓）であった少年は長じて劉備に仕える身となり、魏と戦う信念を胸に使者として呉に単身乗りこんだ。孫権を開戦に焚きつける事には成功したものの、別の理由から人質同然に呉に留め置かれてしまう。昏い過去を絵師・沈観に描かれた絵は灰になるはずだったが、主の敵・孫堅の手を経て、その長子の友人であり配下である周瑜に渡っていた。孔明は周瑜からその絵を取り戻すよう、細作（忍び）である棐妹（フェイメイ）に命じるが…。

## メインキャラクター
諸葛亮（しょかつりょう）
本作の主人公であり、琅琊郡陽都県の人。字は孔明で「真鉄の剣がはじく月の光がもし形になるとしたら、おそらくこの様になるであろう」と謳われるほどの美男。自らを管仲・楽毅に比し、司馬徽の門下にて「臥龍」といわれた天才軍師、また蜀漢の最後の丞相として英名をほしいままにした偉才。
そのような外面とは裏腹にとても腹黒く、仰ぐ主でさえ利用しようとする性格である。そのため孔明自身もわが身のうちに氷の魔物を飼っているようだと話す。執政者となり広大な中華帝国をおのれの足元へ跪かせるために教育を受け、知識を身に着けていた。天文などこじつけと考えているその一方で劉備を特別視しており、傾いた漢皇室を再興できるのは彼だけだと考えている。
第１巻では歴史の裏で自らの痴態が描かれた枕絵を回収するべく周瑜と争う。劉備と周瑜に曝け出した相反する二つの性質から自分が何であるのかが分からなくなる。会議の後に周瑜の首座に口付けした翌日、一度自殺未遂騒ぎを起こした。また、計略で黄蓋が打ち据えられた際に、佞臣として傍で見ていた自身の忌むべき被虐の欲望が燃え上がる。十歳足らずで母にも兄にも捨てられ、男たちの欲望のままに弄ばれた孔明は誰かからの愛と、それをしっかり抱きしめ、支えてくれる強い腕を欲しがっていた。やがて周瑜を求ぎ、その暴挙と愛撫の中に確かな深い愛情を感じてゆく。劉備から授かった羽扇を大切にしており、手持無沙汰の時には筆を弄ぶ。
周瑜が血を吐いたと白状すると、心配がそれだけではなく計略に必要な季節風を求めていることを指摘する。また、油断した彼の手から逃れるためにその羽扇に小さな穴をあけ、そこに「隠船而 待変風 我在南屏」と血で認めた蝋漬けの密書を詰めて封をした。夏口への脱出の際も趙雲に漕手を減らさないようにし、自らその耳目を引き付けている隙に強弓に矢を番えることを指示した。
周瑜（しゅうゆ）
第1、2巻に登場する。盧江郡舒県の人。字は公瑾で、言わずと知れた美周郎。
呉の国主、孫権の信頼あつく、陸水両軍を統べる大都督に任じられ、妻に小喬がいる。明るい容貌の裏は狭量でひねくれていてすぐ増長するが、基本的には竹を割ったような性格で自分の感情に正直。
偶然孔明の描かれた枕絵を手に入れ、人質のように隔離し、情報を遮断した上で彼を脅して関係を結ばせた。もとは孔明への苛立ちから劉備に嫉妬しており、おびき出し、暗殺する事を考えたが全部逃げられてしまう。理屈さえ通れば何でも信じるが、単なる忠告や諌言には一切耳を貸さないきらいがある。
遊び船に仕立てた小型の快速船で曹操の本拠を偵察に行き、その偉観を見て彼我の差を知り、北軍を恐れた。剣舞が得意で「群英の会」にてその技を披露。元は孫堅の侍童だった。
傲岸で所有欲・感受性が強く、「水魚の交わり」から劉備との関係を疑っており、孔明の忠誠も愛情も全てを奪わずにいられなかった。自殺騒動時、お家芸と言うべき諸葛兄弟の咄嗟の時の冷静な対応に納得がいかず、他人のはずが一番に孔明を想い苦しんだ。彼なりに気が変わったことも立派な理由であると考えているため孔明の劉備への強固な報恩を理解できず、人の心は変わるものだからこそそこまで義理立てする必要はないと閨で懸命に孔明に説いた。幾度も体を重ねながら、ある夜に初めて求めてきた孔明に舌を噛み切られることを恐れ、口付けを交わす事だけはどうしてもできなかった。
枕絵は瑟に隠しており、いずれ負い目を感じずに済むように返すつもりだったが侵入した賊（棐妹）によって無惨に破壊され中身を奪われた。その報復に孔明の髻を捌き、堂内を家探しさせた上で南屏山の頂上に閉じ込めた。魏軍との合戦中に旗の下敷きになって昏倒、血を吐き医者に安静を命じられた。しかし南屏山の孔明から面会を求められると魯粛と諸葛瑾の静止を聞かず、孔明が呼んでいるからと自ら輿の手配を命じた。いざ孔明が夏口に戻らず孫呉にも仕えず周瑜と共に行く決心を告げると、耳を疑い、呆然とした。孔明の頼みで仕官の際に劉備に貰った白羽扇を送り返したが、このときの油断と慢心が仇となって孔明に逃げられてしまった。この頃にはすでに孔明の事を信頼しきっており、人の心を読み、指一本動かさずに江のむこうの敵味方を操り、時に殺し、天の気さえ動かすかもしれないとさえ考えていた。
終戦後は孔明を柴桑の別宅に隠しておき、凱旋後に孫権を説き伏せて本邸に愛人として迎え入れるつもりだった。蜀の細作らに呉の味方が何人も鏢でやられたと聞き、事ここに至ってもなお脱走は孔明の本意ではないと恋に目が眩んでいた。しかし、無風となり、生暖かい東南の風が勢いよく吹き込んでくると一変して正気に戻り、孔明の策略に気付くや悪鬼のような形相で風の中に叫び散らした。諸葛瑾の言葉で落ち着きを取り戻し、出陣を決めると揃って軍議の間に戻った。
魏延（ぎえん）
第3巻より登場する。南陽郡義陽県の人。字は文長で、残忍な狼のような男。しかし根は常識人らしく、孔明より優位に立とうとしながらその実は彼を気遣っている。
始めは「反骨の相」を指摘された腹いせから、周瑜との関係を元手に孔明を脅して屈服させようとしたものの、次第によきパートナーとなっている。
棐妹（フェイメイ）
孔明の配下にある女細作であり、後に孔明の妾ともなり、娘を産む。三江（赤壁）のとある堂で孔明からの任務と聞き、馳せ参じる。最初は枕絵や画軸というものを求める孔明に不服だったが、孔明が周瑜に痛々しく組み伏せられる現場を見てしまったこと、そして牀台の上から漏れ聞こえる忌まわしい過去の断片でその危急を悟り、進んで彼に協力する。
枕絵を奪い、周瑜による三江付近の執念深い山狩りに巻き込まれて五日以上も彷徨った後に上手く画軸を隠して劉備の下へ駆け戻った。孔明から近いうちに周瑜に悟られぬよう、迎えの船を寄こしていただきたいという趣旨の言伝を行ったがすでに八日が経過していた。天候に関しては漁夫を捕まえて前兆を聞き出すことを進言し、趙雲による孔明救出隊の一員に加わった。漁夫の居場所が遠く、呉陣の向こうに在るためやや手間取るも任務を無事成功させた。船中でも傍らに在り、この件で孔明に恩義に感じられている。その後、別の任務で呉の細作につかまった後の理不尽から孔明を激しく恨み、「孔明の敵を倒せば、孔明の優位に立てる」ことを理由として龐統を殺害する。
第5巻で孟穫の妾、阿詩瑪として再登場。軍師もかねており、孔明たちを散々悩ませた。だが、憎しみは激しい愛情の裏返しでもあり、孔明と笛暗号で会話をしていた。

## サブキャラクター （蜀）
劉備
字は玄徳で、後に蜀の昭烈帝となる。各地を放浪した後に荊州におさまるが、この地を曹操に攻められてしまう。外伝桃始笑で三顧の礼を以て孔明に出馬を乞うた。出会った当初は孔明のきらめきに幻惑され、孔明が賊につかまり伽の真似事をさせられていた事を匂わせても聞き流していた。孔明も君主として心酔しており、忠義を尽くせないならば髪を捌いて山にこもりたいと望まれるほどに慕われていた。それゆえ夏口城にて心変わりへの容赦を求めつつ最後の役目として曹操への決戦に際し劉備軍が取るべき行動の指示が書かれていた表向きの手紙が送られてきたときにはあまりの落差に愕然とした。
山狩りを逃れて乱入した棐妹による内々の言伝のおかげで共に送られた孔明の密書の仕掛けを見抜き、その真意を知ることとなる。生来の勘が鋭く、孔明に対して思う所がある。何かを隠していると考えた棐妹に軽く問われたが、屈託のない笑みを見せて知らぬ素振りをしていた。しかし、彼の冴えた頭脳を愛でてはいたのだが、赤壁で周瑜を破って以来孔明には以前程の信頼は寄せなくなった。それは劉備自身が熱を上げやすく、冷めやすい人だからだ。それでも、孔明にある程度の気遣いはしているらしく、法正に注意をした。第4巻にて、水魚は破局し、孔明に謀殺された。
関羽
字は雲長で、劉備の義兄弟。義の人と謳われるが、本当は激しい情の人。曹操を華容道で仕留めようとするも昔日の恩を持って逃がした。軍律で裁かれそうになったが劉備の計らいで一命を取り留めた。一度、孔明の美貌に傾きかけたことがある。しかし、孔明の本性を知るや、それはなくなった。
晩年は魯粛に乱暴を働くなどをして、呉の恨みを買って死んだ。外伝『死者たちの昏き迷宮』にて関聖帝君として再登場し、孔明たちの前に立ちはだかる。
張飛
字は翼徳で、劉備の義兄弟。蛮勇を絵に描いたような猛将。酒が大好きで、酒が入ると見境なく人に絡む。武勇にばかり力を出しているように見えるが、意外と劉備の本性を当てた。
趙雲
字は子龍で、孔明の理解者の一人。細作二十余名を引き連れた上で、南屏山付近の入り江にて孔明救出任務を請け負う。呉の追手に矢を打ち、船を傾かせた隙に帆をあげ、距離を取った。
死亡年は不明だが、心不全で亡くなったことになっている。
陳震
字は考起で、棐妹と同じ細作の一員。羽扇分解・棐妹帰参後に「頭」として初登場している。
二日ほどかかる南屏山付近の詳細な地形調査を翌昼までに完遂しなければ、自分も孔明も命が無い趣旨の劉備にしては珍しい厳命を受ける。赤眉の手から守るため、孔明を警護している。孔明の秘め事を諫めようとするも、断ち切れないと返される。
劉琦
荊州刺史である劉表の息子。身体が生まれつき弱いため、劉備の傀儡となる。
馬良
　字は季常。黒髪に眉だけ白い容貌の持ち主で、智恵に優れた幕僚。
黄月英
孔明の妻。不美人と評判だが凛とした非常に知的な女性。第１巻にて父と夫の両方をも裏切れず自死を選ぶ。
劉禅
劉備の子。字は公嗣で幼名は阿斗。長坂の戦いで趙雲に助けられる。
王夫人
三国志演義にて「貂蝉」として名が通っている王允の養女。関羽の妻であり、姉のように慕う孔明とは旧知の仲。
諸葛均
諸葛亮の弟。基本的には兄と同じような顔立ちだが、やや面長。兄の事をひどく恨んでいる。
裴緒
本作オリジナルキャラクター。諸葛家の家令であり、同時に敵対する者を消す「赤眉」に所属している。
楊洪
黄娘
黄元の娘。
龐統
字は士元。襄陽の名家、龐家の当主の従弟である。司馬徽の門下にて「鳳雛」と称された。
史実通りに冴えない風貌をしているが勘が鋭く時に孔明を出し抜く。周瑜に招かれた名士であり、国の若さを理由に孔明に呉に仕えるよう説得した。勝ち残ったものに大義がついてくると考えている。毎日飲んだくれていて酒臭い。
孔明が南屏山に囚われている間に、曹操に船同士を輪でつなぎ揺れを減らす偽計を授けた。周瑜と孔明の関係を知っている数少ない人物の一人。
費禕
馬謖
汝秀
本作オリジナルキャラクター。第５巻にて襲われそうなところを孔明に救われた少年。実は彼もまた赤眉の一員である。
楊儀
李厳
姜維
字は伯約。元は魏に仕え、天水の麒麟児と謳われていた。周瑜を想起する端正な顔立ちであり、孔明の特別の引き立てが彼との関係の上で成り立っていることに嫌悪、また孔明が魏延とその侍童と戯れているところを見て孔明を殺す決断をする。彼もまた赤眉。
朝薫
孔明と棐妹の子。南蛮育ちの奔放な生娘だが姜維と恋仲になる。

## サブキャラクター （呉／魏／その他）
孫権
後の呉の大帝。字は仲謀で周瑜を信頼する。孔明の才能をいたく気に入り、三江への出立直前にも、諸葛瑾に甥を呉に仕えるよう勧めさせた。
大戦終盤の総攻撃が近い事を知ると、自ら船団を率いて赤壁の下流八十余里に停泊し、吉報を待った。
孫策
孫権の兄。周瑜の義兄であり、その絆は固い。
孫堅
孫権・孫策らの父。彼の収集した枕絵の中から昔年の孔明が描かれたものが見つかる。
諸葛瑾
字は子瑜。正史や演義、そして本作の表向きでは兄だが、実は年齢の近い孔明の叔父。若き日の曹操の大虐殺による徐州からの逃避行の際、足手まといだからという理由だけで甥たちを置き去りにした。
その罪悪感からか第１巻で再会して以後、常識人として気を配り続ける。周瑜が例の枕絵を見せ、計画を打ち明けた時に力づくで画紙を奪い取ろうとしたが失敗。それ以降、甥の身を案じてか嫌味か優しさか、時々周瑜に諌言する。
孔明の氷の心が周瑜と道ならぬ恋に傾き、歪ながらもその愛の深さに救わていると知ると最後には周瑜に深く頭を下げ、孔明のことを託した。周瑜も、病を押しての孔明との逢瀬を決戦前の密議ということして有事の際の伝令に諸葛瑾を指名した。
自身も様々な感情が込み入る中でも周瑜が孔明に謀られ、夏口の劉備のもとへ戻る事に激昂しているとすかさず孫子の最初の一節を低くつぶやき、彼を諫めるも睨みつけられた。後に息子の喬を孔明の養子とする。甥を周瑜の墓所に案内したのも彼だが、魏延への心変わりを知り孔明を叱りつけた。
魯粛
字は子敬。初期からの開戦論者の一人であり、周瑜の副官。孫権や重臣たちを説きふせるために孔明を担ぐ張本人。劉備に対曹操戦略上の価値を見出しており、上官の周瑜をはじめとするほとんどの重臣らと意見が対立する。劉備に接触し、諸葛亮を呉に招き入れた。
人が好く、孔明の洞察力に感心していたが、一方で謀の呼吸は悪く、あまりの鈍さに孔明は先の事が誰かの入れ知恵ではないかと疑った。賛軍校尉の地位にある。周瑜と孔明の関係自体は最後まで気付かなかったが、上官との距離自体は近い。周瑜が病み上がりの身でわざわざ孔明の所に行くことをどうしても思い止まらない事を知る。
太史慈
群英の会にて蒋幹の警護を担当。人一倍の巨体を持ち、抜身の剣を持って彼の前に立ちふさがる。
甘寧
呉の将の一人。偽りの投降を行った蔡中・蔡和の欲しがる重要機密には一切触れさせず、呉に都合の良い情報を流す役回りを与えられた。
黄蓋とともに周瑜に侮辱され、曹操に偽の内通の使者を送る。決戦時は動向を悟らせぬように蔡中・蔡和を酒宴に招き、一歩も陸に挙げるなと厳命されている。
黄蓋
字は公覆。孫家三代に仕えた老将であり、周瑜と計って苦肉の刑を実行。枯草と油を積んだ降参船を仕立て、孔明が東南風を予想した日に北岸の魏の陣中に突っ込み、大打撃を与えた。
小喬
周瑜の妻。瑟を愛用しており、随身適わぬ身の代わりにと渡している。
曹操
字は孟徳で、漢の丞相。動乱に乗じて中国北部を制圧し、劉表一家の御家騒動に乗じて荊州城を奪う。その頃には既に献帝を傀儡とした権勢を誇り、「漢の大丞相より、周都督に与う」と表書きした書状を使者に持たせた。なお劉備暗殺計画に失敗し、虫の居所の悪かった周瑜が一読もせずにその書状を破り捨て、使者の首を刎ねた事で赤壁の火蓋は半ば切って落とされた。
兵力八十万と豪語しているが、実際は十五、六万にすぎず旧袁家勢力や荊州水軍の一部を寄せ集めたものが大半であり、まだ彼らの心服を得ていない。しかしこれらに加え疫病や厳冬期の遠征の不利を補う行動は早く、過剰なほどの警備に守られた水上要塞を完成させ、その中で盛んに調練・法に適った演習を行い、そして周瑜自身の差配まで研究させていた。
史実と同じく人材集めが趣味であり蒋幹を使い周瑜を寝返らせようとするも失敗。江南の風の吹き方を見抜けず、東南からの追い風による春颯と火にのまれ、赤壁で敗北した。
徐庶
元・劉備の軍師と棐妹の上司。彼の推挙で孔明は劉備に仕えた。孔明の無二の親友と称している。母が人質であることを理由に曹操の下で働いているが、その実は劉備に忠節を尽くした間者。
一年をかけて曹操の信認を得、謀臣として作戦の中枢に参加していることから、棐妹を介して孔明へ送る情報の精度は実に高く、周瑜は孔明と彼の連携を知らずその予言に唸っていた。実際に目撃した龐統を介して孔明と周瑜のただならぬ関係を知る。後に赤眉の長となった。
司馬懿
魏に仕えている。ある枕絵が自分の手に一部渡り、そこからその元になった亮という少年が誰かを追い始める一方、北伐を進める孔明と相対する。
蒋幹
字は子翼。周瑜の学友で曹操の幕客の一人。周瑜を曹操に仕官させるために動く。周瑜、魯粛と蔡瑁・張允いずれかの配下に扮した孔明の密談に焦り、慌てて文箱から曹操暗殺計画に関する書面を持ち帰る。
幼少期から母親に叱られそうになると狸寝入りをしていた。
蔡瑁
劉表に仕えている。孔明の妻である月英の叔父にあたり、劉表の妻である蔡夫人の兄である。主の死後、その子劉琮の降伏に従う形で張允とともに曹操の軍門に寝返り、この周囲の地理に明るい事から赤壁の水軍を担う。孔明によれば、周瑜より水軍の用兵の才があるらしい。
後に、呉の開戦すべきか否かの会議で周瑜をはじめとした諸将や各船の動きを偵察していたことを孔明に示唆される。蒋幹の持ち帰った文を読み激怒した曹操により両名は首を刎ねられた。
蔡中・蔡和
蔡瑁の従兄弟たち。曹操の猜疑が身に振りかかる事を恐れ、ともに蔡瑁の仇を討つために江を渡ったという。偽りの投降であることを見抜いた龐統、孔明、周瑜などの小芝居に誑かされた。周瑜に聚鉄山を叩けと進言するが、先の孔明の忠告により防がれている。
沈観
董卓のお抱え絵師で、仕女図や侍童図、閨房図などを得意としている。董卓が誅された際にその枕絵が灰になっていると孔明は信じていた。
黄承彦
董卓
字は仲頴。先の相国として赤壁から約二十年前の後漢王朝に君臨する。逆らうものは殺す性格。長安の郊外である郿の城で孔明が彼を拒むことも出来させぬままに沈観に筆を採らせる。
華佗
字は元化。伝説的な腕を持つ名医で諸葛亮の頼みを受ける。
司馬徽
燕郎
梨郎
蘭郎
章二娘
孔明の生みの母。夫の弟である諸葛瑾と同じく、息子の侍童図を見て昔の彼そっくりだと証言した。
孟獲
祝融夫人
孟優
孟節
木鹿大王
朶思大王

## 使用された漢詩・和歌
采葛
　「詩經」の王風の出典。周瑜が「諸葛」にかけたもの。衣冠を整えるわずかな時間さえ惜しみ、「彼采葛兮 一日不見 如三月兮」と草を摘む女への待ち遠しさと恋を歌う。直後に露骨だと同じ姓を持つ諸葛瑾に窘められている。
沫雪は千重に降り敷け
　第2話の表題。万葉集に掲載されている柿本人麻呂の歌。「恋しくの 日長き我は 見つつ偲はむ」と続く。幾日も長く恋し続けた私は、層となった雪を見てあの人との時間を思うと歌っている。最終話の沫雪が序章の采葛と呼応している。
月は船 星は白波 雲は海 いかに漕ぐらん 桂男は ただ一人して
　復刊ドットコムから第一巻が発売された時の直筆サインの文言。桂男は月の隈、あるいは月に生えている月桂樹の林を刈っている男の事。人が長く見過ぎると手を拱いてその者の寿命を縮めてしまう。孔明が周瑜に例えられている嫦娥も月の仙女である。
大原や蝶の出て舞ふ朧月
復刊ドットコム版第十巻に引用された和歌。